# Urucurituba (kommun)
Urucurituba är en kommun i Brasilien.   Den ligger i delstaten Amazonas, i den centrala delen av landet, 1 800 km nordväst om huvudstaden Brasília. Antalet invånare är 17 731.
Följande samhällen finns i Urucurituba:
- Urucurituba

I omgivningarna runt Urucurituba växer i huvudsak städsegrön lövskog. Trakten runt Urucurituba är nära nog obefolkad, med mindre än två invånare per kvadratkilometer.